# Temporada 2022 del Campeonato Británico de Superbikes
La temporada 2022 del Campeonato Británico de Superbikes (oficialmente y en inglés Bennets British Superbikes in association with Pirelli, y coloquialmente conocido con el acrónimo BSB) fue la 35.ª edición de este certamen.  
El campeón defensor fue el escocés Tarran Mackenzie quien obtuvo el campeonato y emulo a su padre al ganar las dos primeras carreras celebradas en Brands Hatch la temporada pasada.
Esta temporada además marcó el regreso de uno de los grandes pilotos británicos de superbikes al campeonato: luego de 14 años, Tom Sykes regresó al campeonato de la mano del VisionTrack Ducati tras pasar los últimos 14 años compitiendo en el Campeonato Mundial de Superbikes.

## Pilotos y equipos
| Participantes 2022               | Participantes 2022 | Participantes 2022 | Participantes 2022 | Participantes 2022 |
| Equipo                           | Constructor        | No.                | Piloto             | Rondas             |
| -------------------------------- | ------------------ | ------------------ | ------------------ | ------------------ |
| McAMS Yamaha                     | Yamaha             | 1                  | Tarran Mackenzie   | 3                  |
| McAMS Yamaha                     | Yamaha             | 22                 | Jason O'Halloran   | 1-3                |
| Honda Racing UK                  | Honda              | 2                  | Glenn Irwin        | 1-3                |
| Honda Racing UK                  | Honda              | 13                 | Takumi Takahashi   | 1-3                |
| Honda Racing UK                  | Honda              | 68                 | Tom Neave          | 1-3                |
| Honda Racing UK                  | Honda              | 88                 | Ryo Mizuno         | 1-3                |
| iForce BMW                       | BMW                | 4                  | Dan Linfoot        | 1-3                |
| iForce BMW                       | BMW                | 44                 | Dan Jones          | 1-3                |
| iForce BMW                       | BMW                | 89                 | Fraser Rogers      |                    |
| DAO Racing Kawasaki              | Kawasaki           | 5                  | Dean Harrison      | 1-2                |
| NP Motorcycles Kawasaki          | Kawasaki           | 6                  | James East         | 3                  |
| FHO Racing BMW                   | BMW                | 7                  | Ryan Vickers       | 1-3                |
| FHO Racing BMW                   | BMW                | 60                 | Peter Hickman      | 1-3                |
| NP Racing BMW team               | BMW                | 10                 | Joe Sheldon-Shaw   |                    |
| NP Racing BMW team               | BMW                | 31                 | Sam Cox            |                    |
| FS-3 Racing Kawasaki             | Kawasaki           | 11                 | Rory Skinner       | 1-3                |
| FS-3 Racing Kawasaki             | Kawasaki           | 14                 | Lee Jackson        | 1-3                |
| TAG Racing Honda                 | Honda              | 12                 | Luke Mossey        | 1-3                |
| Black Onyx Security Honda        | Honda              | 16                 | Luke Hopkins       | 1-3                |
| SYNETIQ BMW Motorrad             | BMW                | 18                 | Andrew Irwin       | 1-3                |
| SYNETIQ BMW Motorrad             | BMW                | 83                 | Danny Buchan       | 1-3                |
| Buildbase Suzuki                 | Suzuki             | 21                 | Christian Iddon    | 1-3                |
| Buildbase Suzuki                 | Suzuki             | 52                 | Danny Kent         | 1-3                |
| MCE Ducati                       | Ducati             | 25                 | Josh Brookes       | 1-3                |
| MCE Ducati                       | Ducati             | 66                 | Tom Sykes          | 1-3                |
| Powerslide/Catfoss Suzuki        | Suzuki             | 27                 | Bjorn Estment      | 1-2                |
| Rich Energy OMG Racing Yamaha    | Yamaha             | 20                 | David Johnson      | 1-2                |
| Rich Energy OMG Racing Yamaha    | Yamaha             | 28                 | Bradley Ray        | 1-3                |
| Rich Energy OMG Racing Yamaha    | Yamaha             | 37                 | James Hillier      | 1                  |
| Rich Energy OMG Racing Yamaha    | Yamaha             | 77                 | Kyle Ryde          | 1-3                |
| Rapid CDH Racing Kawasaki        | Kawasaki           | 34                 | Liam Delves        | 1-3                |
| Rapid CDH Racing Kawasaki        | Kawasaki           | 65                 | Josh Owens         | 1-3                |
| Oxford Products Racing Ducati    | Ducati             | 46                 | Tommy Bridewell    | 1-3                |
| Specsavers Suzuki                | Suzuki             | 55                 | Leon Jeacock       | 1-3                |
| Crowe Performance BMW            | BMW                | 69                 | Chrissy Rouse      | 1-3                |
| Team LKQ Euro Car Parts Kawasaki | Kawasaki           | 79                 | Storm Stacey       | 1-3                |
| VisionTrack Kawasaki             | Kawasaki           | 91                 | Leon Haslam        | 1-3                |
| Milwaukee BMW Motorrad           | BMW                | 24                 | Ian Hutchinson     |                    |

| Leyenda             | Leyenda |
| ------------------- | ------- |
| Piloto Titular      |         |
| Piloto Invitado     |         |
| Piloto de reemplazo |         |

- Todos los pilotos usan neumáticos Pirelli.

## Calendario y resultados
| Calendario 2022   | Calendario 2022   | Calendario 2022         | Calendario 2022   | Calendario 2022   | Calendario 2022   | Calendario 2022   | Calendario 2022               |
| Temporada Regular | Temporada Regular | Temporada Regular       | Temporada Regular | Temporada Regular | Temporada Regular | Temporada Regular | Temporada Regular             |
| Ronda             | Ronda             | Circuito                | Fecha             | Pole position     | Vuelta rápida     | Piloto ganador    | Equipo ganador                |
| ----------------- | ----------------- | ----------------------- | ----------------- | ----------------- | ----------------- | ----------------- | ----------------------------- |
| 1                 | R1                | Silverstone National    | 16 de abril       | Glenn Irwin       | Kyle Ryde         | Glenn Irwin       | Honda Racing UK               |
| 1                 | R2                | Silverstone National    | 17 de abril       |                   | Bradley Ray       | Glenn Irwin       | Honda Racing UK               |
| 1                 | R3                | Silverstone National    | 17 de abril       |                   | Danny Buchan      | Glenn Irwin       | Honda Racing UK               |
| 2                 | R1                | Oulton Park             | 1 de mayo         | Kyle Ryde         | Bradley Ray       | Bradley Ray       | Rich Energy OMG Racing Yamaha |
| 2                 | R2                | Oulton Park             | 2 de mayo         |                   | Bradley Ray       | Bradley Ray       | Rich Energy OMG Racing Yamaha |
| 2                 | R3                | Oulton Park             | 2 de mayo         |                   | Bradley Ray       | Lee Jackson       | FS-3 Racing Kawasaki          |
| 3                 | R1                | Donington Park National | 21 de mayo        | Jason O'Halloran  | Jason O'Halloran  | Kyle Ryde         | Rich Energy OMG Racing Yamaha |
| 3                 | R2                | Donington Park National | 22 de mayo        |                   | Kyle Ryde         | Jason O'Halloran  | McAMS Yamaha                  |
| 3                 | R3                | Donington Park National | 22 de mayo        |                   | Jason O'Halloran  | Jason O'Halloran  | McAMS Yamaha                  |
| 4                 | R1                | Knockhill               | 18 de junio       | Bradley Ray       | Bradley Ray       | Bradley Ray       | Rich Energy OMG Racing Yamaha |
| 4                 | R2                | Knockhill               | 19 de junio       |                   | Rory Skinner      | Jason O'Halloran  | McAMS Yamaha                  |
| 4                 | R3                | Knockhill               | 19 de junio       |                   | Rory Skinner      | Jason O'Halloran  | McAMS Yamaha                  |
| 5                 | R1                | Brands Hatch GP         | 23 de julio       | Jason O'Halloran  | Tarran Mackenzie  | Jason O'Halloran  | McAMS Yamaha                  |
| 5                 | R2                | Brands Hatch GP         | 24 de julio       |                   | Tarran Mackenzie  | Tarran Mackenzie  | McAMS Yamaha                  |
| 5                 | R3                | Brands Hatch GP         | 24 de julio       |                   | Tarran Mackenzie  | Tarran Mackenzie  | McAMS Yamaha                  |
| 6                 | R1                | Thruxton                | 13 de agosto      | Jason O'Halloran  | Bradley Ray       | Jason O'Halloran  | McAMS Yamaha                  |
| 6                 | R2                | Thruxton                | 14 de agosto      |                   | Bradley Ray       | Jason O'Halloran  | McAMS Yamaha                  |
| 6                 | R3                | Thruxton                | 14 de agosto      |                   | Peter Hickman     | Tarran Mackenzie  | McAMS Yamaha                  |
| 7                 | R1                | Cadwell Park            | 28 de agosto      | Bradley Ray       | Tommy Bridewell   | Bradley Ray       | Rich Energy OMG Racing Yamaha |
| 7                 | R2                | Cadwell Park            | 29 de agosto      |                   | Bradley Ray       | Danny Buchan      | SYNETIQ BMW Motorrad          |
| 7                 | R3                | Cadwell Park            | 29 de agosto      |                   | Peter Hickman     | Danny Buchan      | SYNETIQ BMW Motorrad          |
| 8                 | R1                | Snetterton 300          | 10 de septiembre  | Christian Iddon   | Bradley Ray       | Bradley Ray       | Rich Energy OMG Racing Yamaha |
| 8                 | R2                | Snetterton 300          | 11 de septiembre  |                   | Tarran Mackenzie  | Bradley Ray       | Rich Energy OMG Racing Yamaha |
| 8                 | R3                | Snetterton 300          | 11 de septiembre  |                   | Tarran Mackenzie  | Bradley Ray       | Rich Energy OMG Racing Yamaha |
| The Showdown      |                   |                         |                   |                   |                   |                   |                               |
| 9                 | R1                | Oulton Park             | 24 de septiembre  | Bradley Ray       | Jason O'Halloran  | Bradley Ray       | Rich Energy OMG Racing Yamaha |
| 9                 | R2                | Oulton Park             | 25 de septiembre  |                   | Glenn Irwin       | Lee Jackson       | FS-3 Racing Kawasaki          |
| 9                 | R3                | Oulton Park             | 25 de septiembre  |                   | Bradley Ray       | Tommy Bridewell   | Oxford Products Racing Ducati |
| 10                | R1                | Donington Park GP       | 1 de octubre      | Jason O'Halloran  | Peter Hickman     | Tom Sykes         | MCE Ducati                    |
| 10                | R2                | Donington Park GP       | 2 de octubre      |                   | Tom Sykes         | Tom Sykes         | MCE Ducati                    |
| 10                | R3                | Donington Park GP       | 2 de octubre      |                   | Bradley Ray       | Bradley Ray       | Rich Energy OMG Racing Yamaha |
| 11                | R1                | Brands Hatch GP         | 15 de octubre     | Glenn Irwin       | Glenn Irwin       | Glenn Irwin       | Honda Racing UK               |
| 11                | R2                | Brands Hatch GP         | 16 de octubre     |                   | Glenn Irwin       | Peter Hickman     | FHO Racing BMW                |
| 11                | R3                | Brands Hatch GP         | 16 de octubre     |                   | Andrew Irwin      | Glenn Irwin       | Honda Racing UK               |

## Clasificaciones

### Sistema de puntuación
Los puntos se reparten entre los quince primeros clasificados en acabar la carrera. 
| Posición | 1.º | 2.º | 3.º | 4.º | 5.º | 6.º | 7.º | 8.º | 9.º | 10.º | 11.º | 12.º | 13.º | 14.º | 15.º |
| Puntos   | 25  | 20  | 16  | 13  | 11  | 10  | 9   | 8   | 7   | 6    | 5    | 4    | 3    | 2    | 1    |

### Clasificación de Pilotos
| Pos                       | Piloto                    | Moto                      | SIL                       | SIL                       | SIL                       | OUL                       | OUL                       | OUL                       | DON                       | DON                       | DON                       | KNO                       | KNO                       | KNO                       | BRH                       | BRH                       | BRH                       | THR                       | THR                       | THR                       | CAD                       | CAD                       | CAD                       | SNE                       | SNE                       | SNE                       | OUL                       | OUL                       | OUL                       | DON                       | DON                       | DON                       | BRH                       | BRH                       | BRH                       | Pts                       |
| Pos                       | Piloto                    | Moto                      | R1                        | R2                        | R3                        | R1                        | R2                        | R3                        | R1                        | R2                        | R3                        | R1                        | R2                        | R3                        | R1                        | R2                        | R3                        | R1                        | R2                        | R3                        | R1                        | R2                        | R3                        | R1                        | R2                        | R3                        | R1                        | R2                        | R3                        | R1                        | R2                        | R3                        | R1                        | R2                        | R3                        | Pts                       |
| The Championship Showdown | The Championship Showdown | The Championship Showdown | The Championship Showdown | The Championship Showdown | The Championship Showdown | The Championship Showdown | The Championship Showdown | The Championship Showdown | The Championship Showdown | The Championship Showdown | The Championship Showdown | The Championship Showdown | The Championship Showdown | The Championship Showdown | The Championship Showdown | The Championship Showdown | The Championship Showdown | The Championship Showdown | The Championship Showdown | The Championship Showdown | The Championship Showdown | The Championship Showdown | The Championship Showdown | The Championship Showdown | The Championship Showdown | The Championship Showdown | The Championship Showdown | The Championship Showdown | The Championship Showdown | The Championship Showdown | The Championship Showdown | The Championship Showdown | The Championship Showdown | The Championship Showdown | The Championship Showdown | The Championship Showdown |
| ------------------------- | ------------------------- | ------------------------- | ------------------------- | ------------------------- | ------------------------- | ------------------------- | ------------------------- | ------------------------- | ------------------------- | ------------------------- | ------------------------- | ------------------------- | ------------------------- | ------------------------- | ------------------------- | ------------------------- | ------------------------- | ------------------------- | ------------------------- | ------------------------- | ------------------------- | ------------------------- | ------------------------- | ------------------------- | ------------------------- | ------------------------- | ------------------------- | ------------------------- | ------------------------- | ------------------------- | ------------------------- | ------------------------- | ------------------------- | ------------------------- | ------------------------- | ------------------------- |
| 1                         | Bradley Ray               | Yamaha                    | 3                         | Ret                       | 2                         | 1                         | 1                         | 3                         | 3                         | 2                         | 2                         | 1                         | 4                         | 2                         | 4                         | 4                         | 4                         | 3                         | 3                         | 2                         | 1                         | 2                         | 2                         | 1                         | 1                         | 1                         | 1                         | 3                         | 5                         | 4                         | 2                         | 1                         | 5                         | Ret                       | 6                         | 1192                      |
| 2                         | Glenn Irwin               | Honda                     | 1                         | 1                         | 1                         | 11                        | 9                         | 7                         | 5                         | Ret                       | Ret                       | 7                         | 8                         | 6                         | Ret                       | 10                        | 3                         | 4                         | 6                         | 4                         | 9                         | 9                         | 8                         | 9                         | 4                         | 4                         | 4                         | 4                         | 2                         | 5                         | 3                         | 3                         | 1                         | 3                         | 1                         | 1171                      |
| 3                         | Tommy Bridewell           | Ducati                    | 7                         | 8                         | 7                         | 6                         | Ret                       | 2                         | 8                         | Ret                       | Ret                       | 8                         | 5                         | 5                         | 3                         | 3                         | 5                         | 10                        | 10                        | 7                         | 5                         | 3                         | 3                         | 19                        | 3                         | 7                         | 2                         | 2                         | 1                         | 8                         | 6                         | 4                         | 4                         | 5                         | 4                         | 1141                      |
| 4                         | Lee Jackson               | Kawasaki                  | 9                         | 4                         | 8                         | 9                         | 2                         | 1                         | 4                         | 3                         | 3                         | 4                         | 2                         | 3                         | 9                         | Ret                       | 10                        | 6                         | 5                         | 5                         | DNS                       | 14                        | 12                        | 6                         | 8                         | 10                        | 6                         | 1                         | 3                         | 6                         | 5                         | 7                         | Ret                       | DNS                       | DNS                       | 1095                      |
| 5                         | Jason O'Halloran          | Yamaha                    | 5                         | 6                         | 5                         | 8                         | 6                         | 6                         | 2                         | 1                         | 1                         | 2                         | 1                         | 1                         | 1                         | 2                         | 2                         | 1                         | 1                         | 3                         | 4                         | 8                         | 9                         | 12                        | 9                         | 5                         | Ret                       | DNS                       | DNS                       | 2                         | 7                         | Ret                       | 6                         | Ret                       | DNS                       | 1087                      |
| 6                         | Kyle Ryde                 | Yamaha                    | 2                         | 2                         | 10                        | 3                         | 4                         | 10                        | 1                         | Ret                       | 4                         | 6                         | 9                         | 9                         | 5                         | 7                         | 7                         | 13                        | 18                        | Ret                       | 12                        | 15                        | 16                        | 3                         | 6                         | 8                         | 9                         | Ret                       | 9                         | 7                         | 11                        | 6                         | 9                         | 4                         | 10                        | 1077                      |
| 7                         | Tarran Mackenzie          | Yamaha                    |                           |                           |                           |                           |                           |                           | 10                        | 6                         | 11                        | DNS                       | 10                        | 8                         | 2                         | 1                         | 1                         | 2                         | 2                         | 1                         | 11                        | 11                        | 10                        | 2                         | 2                         | 3                         | Ret                       | DNS                       | DNS                       |                           |                           |                           |                           |                           |                           | 1031                      |
| 8                         | Rory Skinner              | Kawasaki                  | 4                         | 3                         | 4                         | 2                         | 5                         | 4                         | 7                         | 8                         | 4                         | 3                         | 3                         | Ret                       | 7                         | 6                         | 9                         | 7                         | 7                         | 9                         | 2                         | 5                         | 5                         | DNS                       | 11                        | DNS                       | 8                         | DNS                       | DNS                       |                           |                           |                           |                           |                           |                           | 1017                      |
| BSB Riders Cup            |                           |                           |                           |                           |                           |                           |                           |                           |                           |                           |                           |                           |                           |                           |                           |                           |                           |                           |                           |                           |                           |                           |                           |                           |                           |                           |                           |                           |                           |                           |                           |                           |                           |                           |                           |                           |
| 9                         | Peter Hickman             | BMW                       | 11                        | 7                         | 9                         | 5                         | 8                         | 9                         | 9                         | 4                         | Ret                       | 13                        | Ret                       | 12                        | 11                        | 12                        | 8                         | 5                         | 4                         | Ret                       | 6                         | 7                         | 6                         | 8                         | 5                         | 2                         | DSQ                       | 10                        | 7                         | 3                         | 8                         | 11                        | 2                         | 1                         | 5                         | 283                       |
| 10                        | Danny Buchan              | BMW                       | 10                        | 9                         | 6                         | 10                        | 11                        | 13                        | 12                        | 13                        | 9                         | 5                         | 7                         | 4                         | Ret                       | 15                        | 13                        | 14                        | 8                         | Ret                       | 3                         | 1                         | 1                         | Ret                       | 7                         | Ret                       | 5                         | 5                         | 4                         | 12                        | 12                        | 5                         | 7                         | 2                         | 3                         | 272                       |
| 11                        | Leon Haslam               | Kawasaki                  | Ret                       | 15                        | 13                        | 13                        | 3                         | 5                         | Ret                       | 5                         | Ret                       | 11                        | Ret                       | 11                        | 8                         | 5                         | 6                         | 8                         | 9                         | 6                         | 8                         | 4                         | 4                         | 5                         | 17                        | 6                         | 3                         | 6                         | 14                        | 9                         | Ret                       | 10                        | Ret                       | Ret                       | DNS                       | 205                       |
| 12                        | Tom Sykes                 | Ducati                    | 12                        | Ret                       | 16                        | 15                        | 13                        | 11                        | 11                        | 11                        | 7                         | 12                        | 11                        | 10                        | 13                        | 8                         | Ret                       | 9                         | 12                        | 10                        | Ret                       | 10                        | 20                        | 7                         | 10                        | Ret                       | 10                        | 7                         | 6                         | 1                         | 1                         | Ret                       | 10                        | 10                        | 11                        | 187                       |
| 13                        | Andrew Irwin              | BMW                       | 6                         | 5                         | 3                         | 12                        | Ret                       | Ret                       | 17                        | 14                        | 12                        | 14                        | Ret                       | 16                        | 14                        | Ret                       | 12                        | Ret                       | 13                        | 8                         | 7                         | 6                         | 7                         | Ret                       | Ret                       | 9                         | Ret                       | 9                         | 12                        | Ret                       | 4                         | 2                         | 3                         | 17                        | 2                         | 181                       |
| 14                        | Josh Brookes              | Ducati                    | 13                        | 11                        | 18                        | 4                         | 10                        | 8                         | 13                        | 10                        | 8                         | 10                        | 6                         | 7                         | 6                         | Ret                       | Ret                       | 20                        | 15                        | Ret                       | 10                        | Ret                       | 11                        | 13                        | 12                        | 11                        | 10                        | 8                         | 8                         | 11                        | 9                         | 16                        | Ret                       | 9                         | 7                         | 161                       |
| 15                        | Christian Iddon           | Suzuki                    | 8                         | 10                        | 11                        | 7                         | 7                         | 14                        | 6                         | 7                         | 6                         | Ret                       | DNS                       | DNS                       | 10                        | Ret                       | 11                        | 12                        | 11                        | 11                        | 18                        | 12                        | Ret                       | 4                         | Ret                       | Ret                       | 7                         | DNS                       | DNS                       |                           |                           |                           | Ret                       | 7                         | 9                         | 135                       |
| 16                        | Danny Kent                | Suzuki                    | 17                        | 18                        | 15                        | 21                        | 19                        | Ret                       | DNS                       | DNS                       | DNS                       | 19                        | 14                        | Ret                       | 12                        | 9                         | Ret                       | Ret                       | 22                        | 15                        | 15                        | 16                        | 14                        | 10                        | Ret                       | 12                        | 12                        | 12                        | 10                        | 17                        | 14                        | 9                         | 8                         | 6                         | 8                         | 77                        |
| 17                        | Ryan Vickers              | BMW                       | 14                        | 13                        | 19                        | 14                        | 12                        | Ret                       | Ret                       | 9                         | Ret                       | 15                        | Ret                       | Ret                       | Ret                       | Ret                       | DNS                       | 11                        | Ret                       | 13                        | 13                        | 13                        | 13                        | Ret                       | DNS                       | DNS                       | Ret                       | 13                        | 13                        | 10                        | 10                        | 8                         | Ret                       | Ret                       | 13                        | 65                        |
| 18                        | Storm Stacey              | Kawasaki                  | 20                        | Ret                       | Ret                       | 16                        | 14                        | 12                        | Ret                       | Ret                       | 14                        | 9                         | Ret                       | 13                        | Ret                       | 19                        | 20                        | 25                        | 24                        | 18                        | 19                        | 19                        | 17                        | 15                        | 13                        | Ret                       | Ret                       | 11                        | 11                        | 16                        | 19                        | 12                        | 17                        | 14                        | 16                        | 38                        |
| 19                        | Tom Neave                 | Honda                     | 15                        | 14                        | 12                        | 17                        | 15                        | Ret                       | 19                        | DNS                       | DNS                       | 17                        | 13                        | 14                        | 17                        | 11                        | Ret                       | 16                        | Ret                       | 20                        | 14                        | 17                        | 19                        | 14                        | 14                        | 13                        | 13                        | Ret                       | Ret                       | 13                        | Ret                       | 14                        | Ret                       | 16                        | 17                        | 35                        |
| 20                        | Takumi Takahashi          | Honda                     | 16                        | 16                        | 17                        | 25                        | 21                        | 17                        | 16                        | 16                        | 15                        | 21                        | 16                        | 15                        | 18                        | 13                        | 14                        | 23                        | 20                        | 14                        | DNS                       | 20                        | 15                        | 11                        | Ret                       | 17                        | 16                        | 14                        | 16                        | 14                        | 15                        | 15                        | 13                        | 13                        | 15                        | 28                        |
| 21                        | Charlie Nesbitt           | Suzuki                    |                           |                           |                           |                           |                           |                           |                           |                           |                           |                           |                           |                           |                           |                           |                           |                           |                           |                           |                           |                           |                           |                           |                           |                           |                           |                           |                           | 19                        | 13                        | 13                        | 11                        | 8                         | 12                        | 23                        |
| 22                        | Chrissy Rouse†            | BMW                       | Ret                       | Ret                       | DNS                       | 18                        | 16                        | Ret                       | 14                        | 12                        | 10                        | 16                        | 12                        | 17                        | Ret                       | 16                        | 15                        | Ret                       | 16                        | 17                        | Ret                       | 21                        | Ret                       | Ret                       | DNS                       | Ret                       | 15                        | Ret                       | 17                        | 18                        | 17                        | DNS                       |                           |                           |                           | 18                        |
| 23                        | Ryo Mizuno                | Honda                     | Ret                       | 17                        | 20                        | 22                        | 22                        | 21                        | 15                        | 15                        | 13                        | 18                        | 15                        | Ret                       | 22                        | Ret                       | 21                        | 15                        | 14                        | 12                        | 20                        | 22                        | 21                        | 16                        | 15                        | 14                        | 18                        | 15                        | 20                        | 15                        | 16                        | 20                        | Ret                       | 18                        | 19                        | 18                        |
| 24                        | Josh Owens                | Kawasaki                  | 18                        | Ret                       | 21                        | 19                        | 18                        | 18                        | 18                        | 17                        | Ret                       | Ret                       | 20                        | Ret                       | 15                        | 14                        | 16                        | 21                        | 23                        | 16                        | 17                        | Ret                       | DNS                       | Ret                       | Ret                       | Ret                       | 17                        | DNS                       | 18                        | 20                        | Ret                       | 19                        | 12                        | 11                        | 14                        | 14                        |
| 25                        | Dean Harrison             | Kawasaki                  | 22                        | Ret                       | DNS                       | 23                        | 17                        | 16                        |                           |                           |                           | 22                        | 17                        | 18                        | Ret                       | 18                        | 19                        | 22                        | 17                        | Ret                       | 16                        | 18                        | 18                        | Ret                       | Ret                       | 15                        | 14                        | Ret                       | 15                        | 21                        | 18                        | Ret                       | 16                        | 12                        | Ret                       | 8                         |
| 26                        | Dan Linfoot               | BMW                       | Ret                       | 12                        | 14                        | 20                        | 20                        | 15                        | 20                        | 18                        | Ret                       | Ret                       | 18                        | Ret                       | Ret                       | DNS                       | DNS                       |                           |                           |                           |                           |                           |                           |                           |                           |                           |                           |                           |                           |                           |                           |                           |                           |                           |                           | 7                         |
| 27                        | Jack Kennedy              | Yamaha                    |                           |                           |                           |                           |                           |                           |                           |                           |                           |                           |                           |                           |                           |                           |                           |                           |                           |                           |                           |                           |                           |                           |                           |                           |                           |                           |                           | 22                        | Ret                       | 17                        | 14                        | Ret                       | Ret                       | 2                         |
| 28                        | Davey Todd                | Honda                     |                           |                           |                           |                           |                           |                           |                           |                           |                           |                           |                           |                           |                           |                           |                           |                           |                           |                           |                           |                           |                           |                           |                           |                           |                           |                           |                           |                           |                           |                           | 15                        | 15                        | Ret                       | 2                         |
|                           | Leon Jeacock              | Suzuki                    | 26                        | 22                        | 25                        | 28                        | 25                        | 20                        | 22                        | Ret                       | Ret                       | 24                        | 19                        | 20                        | 21                        | 20                        | 22                        | 18                        | 21                        | 19                        | 21                        | 23                        | Ret                       | 17                        | Ret                       | 16                        | Ret                       | 16                        | 19                        | 24                        | 20                        | 18                        | 18                        | 19                        | 18                        | 0                         |
|                           | Liam Delves               | Kawasaki                  | 28                        | 23                        | Ret                       | Ret                       | Ret                       | Ret                       | 23                        | Ret                       | DNS                       | DNS                       | 21                        | 21                        | 23                        | 21                        | Ret                       | 19                        | 27                        | 23                        | 23                        | Ret                       | DNS                       | 18                        | 16                        | Ret                       | 19                        | 17                        | Ret                       | Ret                       | DNS                       | DNS                       | 20                        | 20                        | Ret                       | 0                         |
|                           | Dan Jones                 | BMW                       | 21                        | Ret                       | 22                        | 27                        | 23                        | 19                        | Ret                       | 19                        | 16                        | Ret                       | Ret                       | Ret                       | 20                        | Ret                       | Ret                       | 17                        | 19                        | DNS                       | DNS                       | WD                        | WD                        |                           |                           |                           |                           |                           |                           |                           |                           |                           |                           |                           |                           | 0                         |
|                           | Luke Mossey               | Honda                     | 19                        | Ret                       | Ret                       | 24                        | Ret                       | DNS                       | DNS                       | DNS                       | DNS                       | 20                        | Ret                       | Ret                       | 16                        | Ret                       | 17                        |                           |                           |                           |                           |                           |                           |                           |                           |                           |                           |                           |                           |                           |                           |                           |                           |                           |                           | 0                         |
| BMW                       | Luke Mossey               |                           |                           |                           |                           |                           |                           |                           |                           |                           |                           |                           |                           |                           |                           |                           | Ret                       | Ret                       | DNS                       |                           |                           |                           | DNS                       | DNS                       | DNS                       |                           |                           |                           | 23                        | Ret                       | DNS                       |                           |                           |                           |                           | 0                         |
|                           | Luke Hopkins              | Honda                     | 25                        | 20                        | 23                        | 26                        | 24                        | 22                        | 21                        | Ret                       | Ret                       | 23                        | Ret                       | 19                        | 19                        | 17                        | 18                        | 24                        | 26                        | 21                        | 22                        | Ret                       | 22                        |                           |                           |                           |                           |                           |                           |                           |                           |                           |                           |                           |                           | 0                         |
|                           | Eemeli Lahti              | Suzuki                    |                           |                           |                           |                           |                           |                           |                           |                           |                           |                           |                           |                           |                           |                           |                           |                           |                           |                           |                           |                           |                           |                           |                           |                           |                           |                           |                           | 25                        | Ret                       | 21                        | 19                        | 21                        | 20                        | 0                         |
|                           | David Johnson             | Yamaha                    | 27                        | 19                        | Ret                       | Ret                       | DNS                       | DNS                       |                           |                           |                           |                           |                           |                           |                           |                           |                           |                           |                           |                           |                           |                           |                           |                           |                           |                           |                           |                           |                           |                           |                           |                           |                           |                           |                           | 0                         |
|                           | James Hillier             | Yamaha                    | 24                        | 21                        | 24                        |                           |                           |                           |                           |                           |                           |                           |                           |                           |                           |                           |                           |                           |                           |                           |                           |                           |                           |                           |                           |                           |                           |                           |                           |                           |                           |                           |                           |                           |                           | 0                         |
|                           | James East                | Kawasaki                  |                           |                           |                           |                           |                           |                           | Ret                       | Ret                       | Ret                       | 25                        | Ret                       | 22                        | 24                        | 22                        | 23                        | Ret                       | 25                        | 22                        | Ret                       | 24                        | 23                        |                           |                           |                           |                           |                           |                           |                           |                           |                           |                           |                           |                           | 0                         |
|                           | Bjorn Estment             | Suzuki                    | 23                        | Ret                       | DNS                       | Ret                       | Ret                       | Ret                       |                           |                           |                           |                           |                           |                           |                           |                           |                           |                           |                           |                           |                           |                           |                           |                           |                           |                           |                           |                           |                           |                           |                           |                           |                           |                           |                           | 0                         |
|                           | Tito Rabat                | Honda                     |                           |                           |                           |                           |                           |                           |                           |                           |                           |                           |                           |                           |                           |                           |                           | 26                        | 28                        | Ret                       | WD                        | WD                        | WD                        |                           |                           |                           |                           |                           |                           |                           |                           |                           |                           |                           |                           | 0                         |
|                           | Conor Cummins             | Honda                     |                           |                           |                           | 29                        | Ret                       | DNS                       |                           |                           |                           |                           |                           |                           |                           |                           |                           |                           |                           |                           |                           |                           |                           |                           |                           |                           |                           |                           |                           |                           |                           |                           |                           |                           |                           | 0                         |
|                           | Shaun Winfield            | Honda                     |                           |                           |                           |                           |                           |                           |                           |                           |                           |                           |                           |                           |                           |                           |                           |                           |                           |                           | DNP                       | DNP                       | DNP                       |                           |                           |                           |                           |                           |                           |                           |                           |                           |                           |                           |                           | 0                         |
| Pos                       | Piloto                    | Moto                      | SIL                       | SIL                       | SIL                       | OUL                       | OUL                       | OUL                       | DON                       | DON                       | DON                       | KNO                       | KNO                       | KNO                       | BRH                       | BRH                       | BRH                       | THR                       | THR                       | THR                       | CAD                       | CAD                       | CAD                       | SNE                       | SNE                       | SNE                       | OUL                       | OUL                       | OUL                       | DON                       | DON                       | DON                       | BRH                       | BRH                       | BRH                       | Pts                       |

| Color     | Resultado                                                               |
| --------- | ----------------------------------------------------------------------- |
| Oro       | Ganador                                                                 |
| Plata     | 2.ª plaza                                                               |
| Bronce    | 3.ª plaza                                                               |
| Verde     | Finalizó en los puntos                                                  |
| Azul      | Finalizó sin puntos                                                     |
| Azul      | NC - No clasificado                                                     |
| Violeta   | Ret - No terminó (Carrera)                                              |
| Rojo      | DNQ - No se clasificó                                                   |
| Negro     | DSQ - Descalificado                                                     |
| Blanco    | DNS - No empezó (carrera)                                               |
| Blanco    | WD - Retirado (fin de semana)                                           |
| Blanco    | C - Carrera cancelada                                                   |
| Sin color | DNP - Inscrito pero no participó                                        |
| Sin color | INJ - Lesionado                                                         |
| Sin color | EX - Excluido                                                           |
| Estado    | Resultado                                                               |
| Negrita   | Pole position                                                           |
| Cursiva   | Vuelta rápida                                                           |
| †         | Abandona, pero clasifica al completar el porcentaje requerido para ello |